# Sarajaya
Sarajaya is een bestuurslaag in het regentschap Cirebon van de provincie West-Java, Indonesië. Sarajaya telt 4213 inwoners (volkstelling 2010).